# آر ساعت
آر ساعت یک ستاره است که در صورت فلکی ساعت قرار دارد.